# Mikrus MR-300
El Mikrus MR-300 es un automóvil de bajo costo, fabricado entre 1957 y 1960 en colaboración entre las empresas polacas WSK Mielec (que fabricó el chasis) y WSK Rzeszow (que fabricó el motor). Se produjeron 1728 unidades.

## Historia

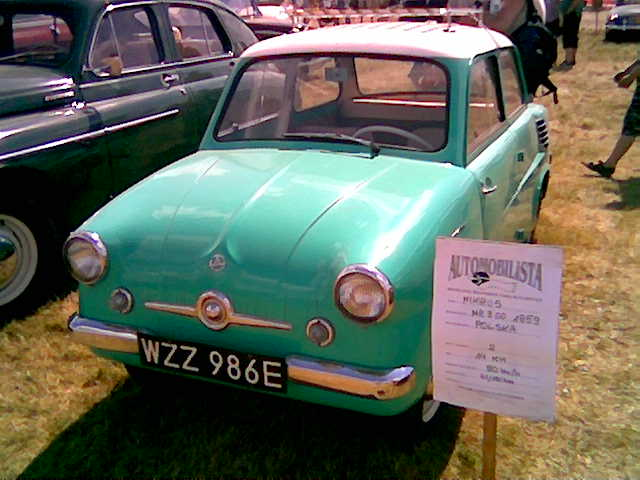

El Mikrus se diseñó como un coche de bajo coste para su producción en masa. El diseño del modelo polaco fue un poco al azar, y a finales de 1956, las autoridades decidieron utilizar la capacidad de producción de las empresas WSK Mielec y WSK Rzeszow que en aquellos momentos producían aeronaves y motocicletas, para producir el automóvil. 
En la Conferencia Nacional de Automoción de 1957 se presentó el prototipo, pasando a denominarlo Mikrus MR300 (MR por las iniciales de las ciudades de producción Mielec y Rzeszów) y 300 por el cubicaje del motor. «A un precio, que no debería ser superior al 25-30 por ciento por encima del precio de una motocicleta con un cubicaje similar, pueden servir como un modo de transporte muy popular para un gran número de usuarios», fue la crítica de la prensa polaca del momento.